# Michele Muratori
Michele Muratori (ur. 13 grudnia 1983 w San Marino) – sanmaryński polityk, nauczyciel i urzędnik, od 1 kwietnia 2019 do 1 października 2019 Kapitan regent San Marino wraz z Nicola Selvą.

## Życiorys
Studiował nauki społeczne i polityczne na Uniwersytecie w Bolonii. Trenował profesjonalnie pływanie i lekkoatletykę, amatorsko gra w piłkę nożną i tenisa, należał także do drużyny łuczniczej. Był trenerem młodzieżowej sekcji piłkarskiej, a później asystentem trenera i menedżerem w klubie SP Tre Fiori. Grał także jako DJ przez ponad 10 lat. Obecnie pracuje w sektorze publicznym, a także jako nauczyciel w Libeccio (instytucji edukującej dzieci z problemami psychicznymi i społecznymi).
W 2005 wstąpił do Partii Socjalistów i Demokratów, z jej listy w 2014 dostał się do Wielkiej Rady Generalnej. W 2016 przeszedł do Socjalistycznej Lewicy Demokratycznej, w której wkrótce wybrano go przewodniczącym. Został włodarzem jednej z gmin, członkiem parlamentarnej komisji sprawiedliwości oraz Rady Dwunastu. 1 kwietnia 2019 rozpoczął półroczne pełnienie funkcji kapitana regenta San Marino.
Z narzeczoną ma dwójkę dzieci-bliźniaków.